# Martin Tomić
Martin Tomić (Metković, 1946.) hrvatski je filmski i televizijski umjetnik.
Rođen je u Metkoviću prve poratne godine Drugog svjetskog rata. Prvu i jedinu glumačku ulogu ostvario je u filmu Ludi dani iz 1977. godine u kojem je glumio gostujuću ulogu.
Kao montažer, urednik i tehnički djelatnik djelovao je na dvadeset filmova, a među prvima na kratkom dokumentarcu Jedno malo putovanje i kratkom igranom filmu Ljudi s repom. Od ostalih se ističu Daj što daš, Ne naginji se van, Izgubljeni zavičaj, Hoću živjeti i Rani snijeg u Münchenu.
Bio je član stručnog ocjenjivačkog suda na Pulskom filmskom festivalu 2008.
Dobitnik je Zlatne Arene za montažu filma Kamenita vrata.